# Белобородый гиббон
Белобородый гиббон (Hylobates albibarbis) — вид гиббонов, эндемик острова Калимантан, ареал заключён между реками Капуас и Барито.
Ранее считался подвидом чернорукого гиббона, однако, на основании исследований ДНК, сейчас относится к отдельному виду. Международным союзом охраны природы виду присвоен статус «В опасности» (англ. Endangered)